# 아나바다 운동
아나바다 운동은 IMF 구제금융 요청 사태가 발생한 이듬해인 1998년 등장한 대한민국 국민들이 불필요한 지출을 줄이자고 만든 운동으로 '아껴쓰고 나눠쓰고 바꿔쓰고 다시쓰자'의 준말이다.
1998년 2월 5일, 일부 백화점에서는 아나바다 운동 동참을 위한 벼룩시장이 등장하기도 했다. 1999년 2월 25일, 한국소비자보호원에 따르면 IMF 이후 신세대들의 아나바다 운동의 참여율은 11.5%로 낮은 편으로 조사되었다.